# Yushania mabianensis
Yushania mabianensis är en gräsart som beskrevs av Tong Pei Yi. Yushania mabianensis ingår i släktet yushanior, och familjen gräs. Inga underarter finns listade i Catalogue of Life.